# خوسيه لويس مونيوث ليون
خوسيه لويس مونيوث ليون (بالإسبانية: José Luis Muñoz León) (20 فبراير 1997 في إسبانيا - ) هو لاعب كرة قدم إسباني في مركز الدفاع. لعب مع نادي مالقا.

## وصلات خارجية
- خوسيه لويس مونيوث ليون على موقع قاعدة بيانات كرة القدم.إي يو (الإنجليزية)
- خوسيه لويس مونيوث ليون على موقع Soccerway.com (الإنجليزية)
- خوسيه لويس مونيوث ليون على موقع AS.com (الإسبانية)